# Тешань (громада)
Тешань (хорв. і босн. Opština Tešanj, серб. Општина Тешањ) — громада у Боснії і Герцеговині, розташована в Зеніцько-Добойському кантоні Федерації Боснії і Герцеговини. Адміністративним центром є місто Тешань.
| Боснія і Герцеговина | Це незавершена стаття з географії Боснії і Герцеговини. Ви можете допомогти проєкту, виправивши або дописавши її. |